# Utica, Kansas
Utica là một thành phố thuộc quận Ness, tiểu bang Kansas, Hoa Kỳ. Năm 2010, dân số của xã này là 158 người.

## Dân số
Dân số các năm:
- Năm 2000: 223 người
- Năm 2010: 158 người